# Suburban (Zeitschrift)
Suburban. Zeitschrift für kritische Stadtforschung (Eigenschreibung: s u b \ u r b a n, zeitschrift für kritische stadtforschung) ist eine deutschsprachige wissenschaftliche und kritische Zeitschrift für Stadtforschung. Herausgeber der seit 2013 erscheinenden Open-Access-Zeitschrift sind das Redaktionskollektiv der Zeitschrift und der Verein sub\urban e. V.

## Organisation
Die Zeitschrift ist ein Publikationsprojekt für eine interdisziplinäre Debatte zur kritischen Stadtforschung. Ein Workshop zur Gründung der Zeitschrift fand am 18. und 19. Oktober 2012 in Berlin statt.
Die Zeitschrift erscheint bislang ausschließlich als Onlinezeitschrift und ist offen zugänglich (Open Access). Die Tätigkeit der Redaktion wird, wie üblich für wissenschaftliche Zeitschriften, von einem wissenschaftlichen Beirat unterstützt. Eingereichte Aufsätze durchlaufen vor einer Veröffentlichung ein double-blind Peer-Review-Verfahren. Neben wissenschaftlichen Aufsätzen prägen vor allem Debatten mehrerer Autoren das austauschorientierte Format der Zeitschrift. Zusätzliche Perspektiven und Beiträge werden in Magazinbeiträgen und Rezensionen veröffentlicht. Die Redaktion informiert über ihren Newsletter, der auf der Homepage der Zeitschrift abonniert werden kann.
Laut Eigendarstellung sieht die Zeitschrift sich in einer „linken Positionierung“. Wie dem Impressum einzelner Ausgaben zu entnehmen ist, erhält die Zeitschrift wiederkehrende Förderung durch die parteinahe Rosa-Luxemburg-Stiftung.

## Projekt
Erstens hat sich die Zeitschrift zum Ziel gesetzt, den Austausch verschiedener disziplinärer Zugänge zur Stadtforschung zu fördern. Zweitens will sie die Reflexion über kritische Ansätze der Stadtforschung und kritische Praktiken anregen. Drittens ist es ein Anliegen der Zeitschrift, transdisziplinär und über die Grenzen wissenschaftlicher Debatten hinaus mit Akteuren sozialer Bewegungen, städtischen Akteuren und anderen Personen ins Gespräch zu kommen.